# مانويل ماريا غوتييه
مانويل ماريا غوتييه هو سياسي دومينيكاني، ولد في 8 ديسمبر 1830، وتوفي في 24 مايو 1897. انتخب رئيس جمهورية الدومينيكان (27 فبراير 1889 – 30 أبريل 1889).